# Sol Tax
Sol Tax  (30 de octubre de 1907 – 4 de enero de 1995) fue un antropólogo estadounidense. Es conocido por sus estudios sobre Meskwaki o “Fox Indians”, por el título de la investigación del Proyecto Fox llamado “Action-Anthropology” y por fundar la revista académica “Current Anthropology” en 1957.  Recibió su doctorado de la Universidad de Chicago en 1935 y luego fue nombrado Profesor Emérito. 

«Más que cualquier otra sola persona, Sol Tax fue el facilitador y organizador de la antropológica como una disciplina internacional »
George Stocking

## Biografía
Tax creció en Milwaukee, Wisconsin. Durante sus años escolares se involucró en una serie de clubes sociales. Entre ellos se encontraba la “Newsboys Republic” donde su primer encuentro resultó en su “arresto” por romper las reglas.  Tax empezó su educación de pregrado en la Universidad de Chicago, pero se tuvo que salir debido a la falta de fondos. Regresó a sus estudios a la Universidad de Wisconsin-Madison donde estudió con Ralph Linton. Además, fue fuertemente influenciado por el antropólogo de la Universidad de Chicago, Fred Eggan, en los cuales se inspiró para tratar de integrar los principios de la antropología social al estudio de los nativos americanos. Posteriormente, fue profesor de la Universidad de Chicago. 
Tax se casó con Gertrude Katz Tax y tuvo dos hijas llamadas: Susan Freeman y Marianna Choldin. A la familia se sumaron tres nietos.

## “Fox Proyect” y “Action Anthropology”
Sol Tax estudió en la Universidad de Chicago. Su disertación sobre la organización social de los “Fox Indians” se basa en el trabajo de campo en el asentamiento Meskwaki en Tama, Iowa durante 1932 – 1934. Sol Tax comenzó el “Fox Proyect” para ofrecer experiencias de trabajo de campo (o etnografías) a los estudiantes de antropología de la Universidad de Chicago (1948 – 1953).
Cuando se decidió intervenir en el proceso, los estudiantes y Tax se dieron cuenta de que no tenían ningún tipo de autoridad legítima para imponer cambios. En respuesta a esta situación, Tax y los estudiantes desarrollaron un marco teórico para la acción que ha llegado a ser conocido como “action anthropology”.  Los estudiantes también comenzaron a discutir acerca de los problemas que percibían cuando estaban estudiando a los “Fox Indians”. El grupo de estudiantes e informantes ideó un plan de acción y buscaron dinero a través de una fundación privada en 1953. En este momento, los estudiantes y profesores de la Universidad de Iowa se unieron al grupo de la Universidad de Chicago. El “Fox Proyect” fue en gran medida educativo al principio, pero con el tiempo llegó a incluir aspectos económicos y sociales. Se hicieron varios esfuerzos, incluyendo el programa para educación profesional “Fox Indian”. Ellos ayudaron a establecer un centro de la comunidad, querían hacer una clínica y puso en marcha una industria artesanal (“Tama Indian Crafts”).

“Por definición, “action anthropology” es una actividad en donde el antropólogo debe coordinar dos metas, a ninguna de las cuales le delegará una posición inferior”
 Sol Tax, traducción libre

En ese sentido, la “action anthropology” de Sol Tax fue un primer esbozo crítico para que la disciplina se vuelva una antropología aplicada. Esto quiere decir que los antropólogos ya no investiguen solo por generar conocimiento, sino para lograr tener un impacto que los informantes consideren positivos en su vida y se pueda generar un acompañamiento. Además en su texto de cuatro páginas sobre la “action anthropology” está tratando de hacer un ejercicio de-construcción o ruptura de lo que normalmente se había percibido de la antropología.

## Capitalismo del centavo: Panajachel, Guatemala
“(…) una economía monetaria organizada con las casas individuales como unidades de producción y de consumo, con un mercado fuertemente desarrollado, el cual tiende a ser perfectamente competitivo”
Sol Tax

El libro comienza con un prólogo de su profesor Bert Hoselitz. El argumento principal del libro es que en Panajachel (Municipio del departamento de Sólola, Guatemala) existe la dinámica económica que se conoce como capitalismo; no obstante, existe en menor escala debido a la falta de máquinas. Propone que es necesario cambiar las comunidades hacia el desarrollo, pero como antropólogo, sugiere que se debe tomar en cuenta la cultura. 
Es importante mencionar que Sol Tax concibió las instituciones económicas separadas de otras instituciones sociales y políticas. Esto quiere decir que la economía no está subsumida en la sociedad – un antiguo debate en lo que se conoce como antropología económica (formalistas vs. sustantivistas). Resalta que su estudio pretende demostrar cómo estudiar una economía monetaria que es culturalmente diferente.
El libro fue publicado en la colección de libros del Seminario de Integración Social Guatemalteca junto con otros antropólogos y antropólogas como Richard Newbold Adams entre otros. Esta institución poseía la misma visión que tenía el Instituto Indígenista Nacional de Guatemala con respecto al indígena.

## Otras actividades
En 1961, Sol Tax logró juntar en la Universidad de Chicago a más de 700 nativos americanos de más de 80 grupos tribales para preparar la “Declaration of Indian Purpuse” que tenía el fin de unificar la posición de los nativos americanos contra el gobierno federal de los Estados Unidos.
Además, organizó el Noveno Congreso Internacional de Antropología y Etnología, “One Species, Many Cultures”, que se llevó a cabo en Chicago con la ponencia de 1 000 textos organizados en 85 conferencias. Fue el principal organizador para la celebración del Centenario de Darwin en 1959 en la Universidad de Chicago. 
Por último, sirvió en la Comisión Nacional de Estados Unidos para la UNESCO y delegado especial sobre Asuntos Indígenas bajo el mandato del Presidente Johnson. 

## Premios
La Asociación Americana de Antropología (AAA) le presentó a Bela Maday y Sol Tax el premio Franz Boas por el servicio ejemplar a la antropología en 1977. Fue presidente de la Asociación en 1959.
En 1962, recibió el “Viking Fund Medal” y premio por la organización Wenner-Grenn por su investigación antropológica y logros sobresalientes. Fue miembro honorario de “Royal Anthropological Institute” de Gran Bretaña e Irlanda, la Sociedad Antropológica de Chile y la Sociedad de Antropología de Checoslovaquia. 

## Publicaciones
- (1937, revised 1955) contributions to Social Anthropology of North American Tribes, ed. by Fred Eggan. Chicago: University of Chicago Press.
- Rubinstein, Robert A., ed. 2001. Doing Fieldwork: The Correspondence of Robert Redfield and Sol Tax, New Brunswick, NJ: Transaction Books.
- (1953, revised 1972) Penny Capitalism; a Guatemalan Indian economy ISBN 0374977852. Tax is said to have coined the term 'Penny capitalism'.